# ماري نومورا
ماري نومورا (بالإنجليزية: Mary Nomura)‏ هي مغنية أمريكية، ولدت في 29 سبتمبر 1925.